# Nether Alderley
Nether Alderley est une localité anglaise située dans le comté de Cheshire.